# بغار أبيض الزور
بغَّار أبيض الزَّوْر (الاسم العلمي: Pygarrhichas albogularis ) طائرٌ وحيد الجنس والنوع من الجواثم رقيقات المناقير وفصيلة العنثوليات. أعطانه البلاد الاستوائية. يألف الغابات والأحراج. قوته الحشرات ومكنها ويرقاتها. جسمه ربعة يطول نحو 15 سنتيمتر (5.9 بوصة). رأسه معتدل الجرم، مستطيل المنقاد المخرزي الشكل. عنقه شديد القِصَر. جناحاه قصيران. رقال ذنبه مدبَّبة الأطراف الجامدة. ثوبه إلى الشقحة. رأسه ومنكباه وقوامه سود. زوره أبيض. بطنه منمش بالاسود. براثنه محجَّنة قوية تمكنه من تسلق أملس الأشجار.

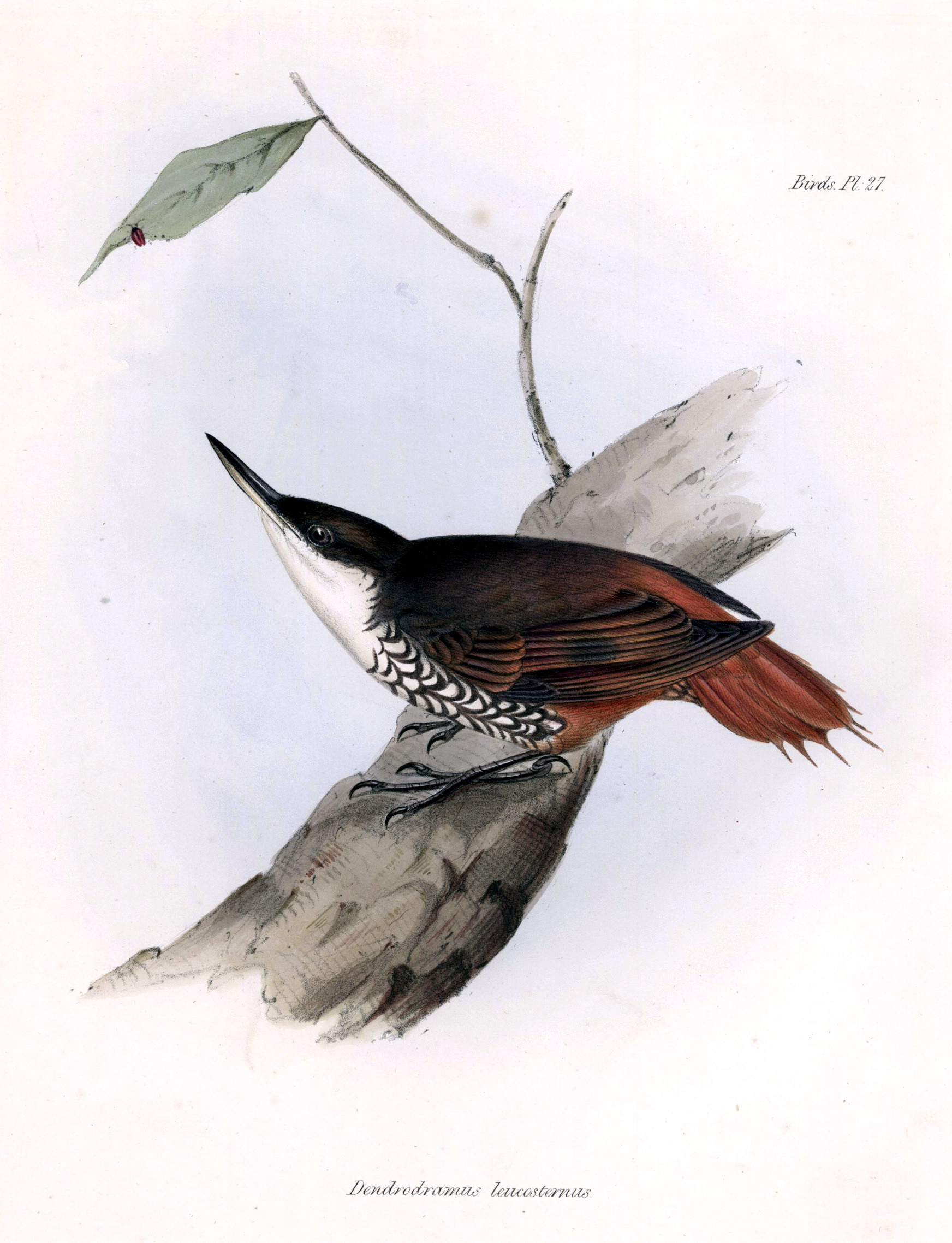
لوحة جون جولد

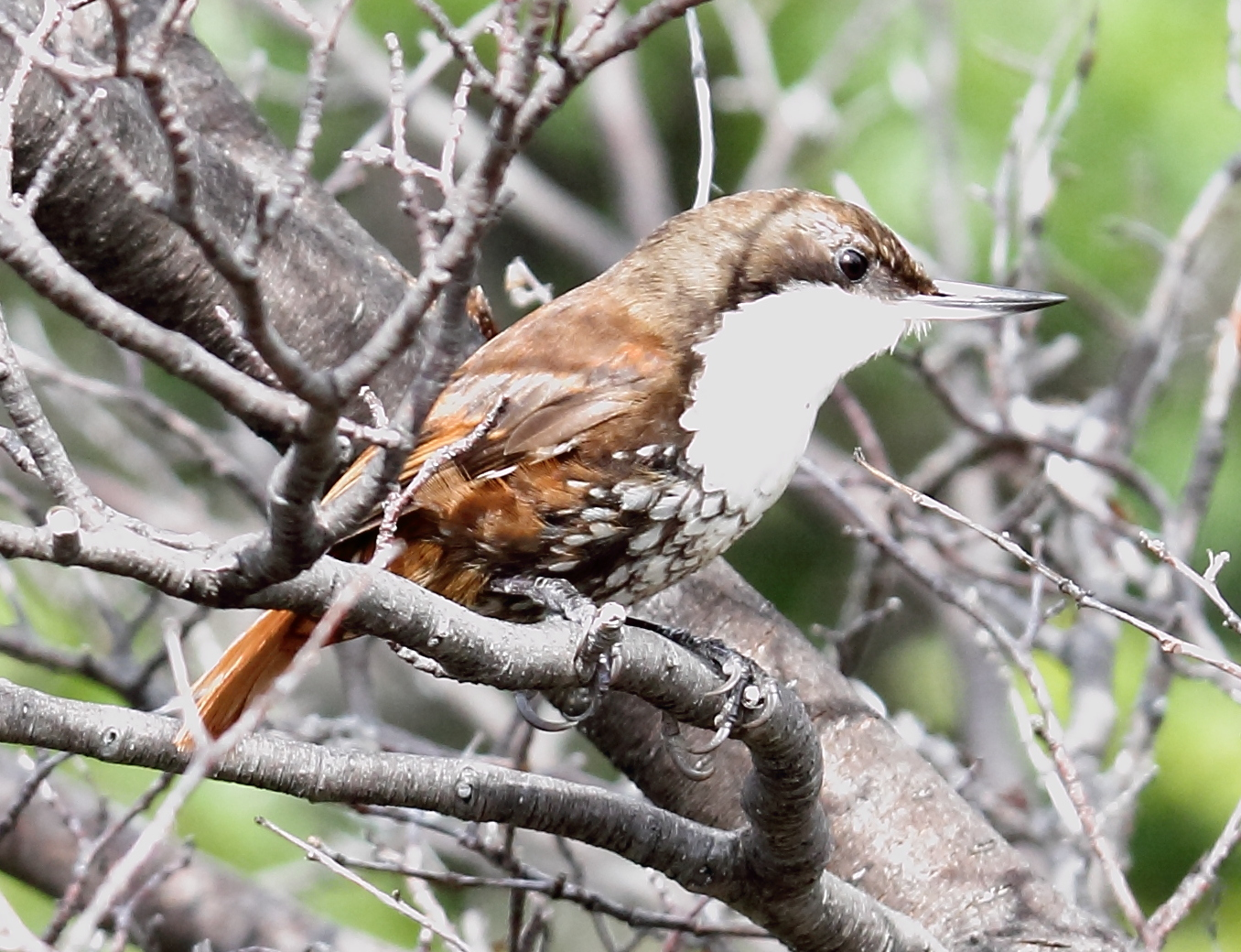
البغَّار البالغ

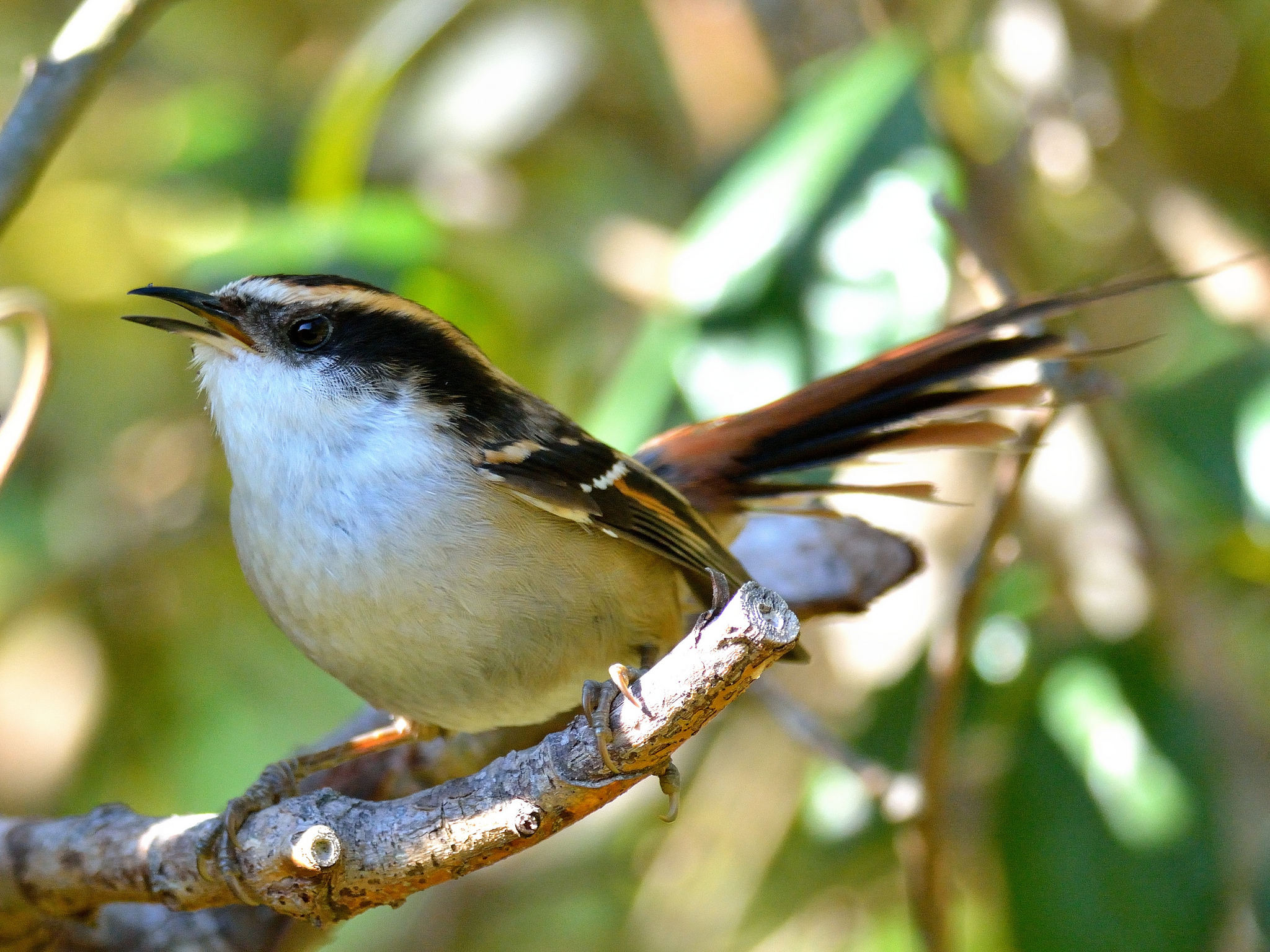